# Ceilloux
Ceilloux é uma comuna francesa na região administrativa de Auvérnia-Ródano-Alpes, no departamento Puy-de-Dôme. Constituída por uma área de 9,06 km². Em 2010 a comuna tinha 179 habitantes (densidade: 19,8 hab./km²).